# Qurbançı
Qurbançı è un comune dell'Azerbaigian situato nel distretto di Qobustan. Conta una popolazione di 694 abitanti.